# Marianne Brandt (cantant)
Marianne Brandt (Viena, 12 de setembre de 1842 – Viena, 9 de juliol de 1921) fou una contralt austriaca. La seva veu de gran extensió assolia també els registres de soprano i mezzosoprano.
S'educà al Conservatori i el 1867 fou contractada a Graz, i el 1868 en l'Òpera Reial de Berlín i el 1882 en l'òpera alemanya de Nova York. Posseïdora d'una de les veus més belles de contralt de la seva generació artística, i especialitzada en les òperes wagnerianes d'Europa i els Estats Units, aconseguí grans triomfs en la seva llarga actuació lírica. En la segona representació de Parsifal a Bayreuth, fou la Kundry preferida per la direcció del teatre model.